# 59-й танковий полк (РФ)
59-й гвардійський танковий Люблінський двічі Червонопрапорний, орденів Суворова і Кутузова полк (59 ТП, в/ч ???) — формування танкових військ Збройних сил Російської Федерації чисельністю у полк. Дислокується у м. Єльня (Смоленська область). Перебуває у складі 144-ї гвардійської мотострілецької дивізії.
Полк був створений 2018 року. У 2022 році полк брав участь у повномасштабному вторгненні Росії до України, де вів бої під Харковом.

## Історія

### Передумови і створення
У 2016 році Росія почала створювати неподалік кордону з Україною 144-ту мотострілецьку дивізію.
1 грудня 2018 року був створений 59-й танковий полк.
4 листопада 2019 року генерал-лейтенант Андрій Іванаєв передав Бойовий прапор командиру полку підполковнику Олександру Попову.

### Російське вторгнення в Україну 2022 року
У 2022 році полк брав участь у повномасштабному вторгненні Росії до України. З першого дня війни 24 лютого під Харків в с. Мала Рогань і с. Вільхівка увійшли дві батальйонних тактичні групи 138-ї мотострілецької бригади і зведена БТГ 59-го танкового полку ЗС РФ. Вони були перекинуті з полігону в Курській області, де 4 військовослужбовців відмовилися воювати на території України. У складі батальйонних груп було близько половини солдат строкової служби.
24 березня повідомлялося, що батальйонно-тактична група зі складу 59-го танкового полку потрапила під вогонь української артилерії і зазнала втрат. 25 березня голова Харківської ВЦА Олег Синегубов повідомив, що під Харковом була розбита група з 59-го полку.
Зачистка с. Мала Рогань і с. Вільхівка від російських сил тривала три дні з 25 березня до 28 березня.
30 березня Юрій Бутусов повідомив про розгром підрозділів 59-го полку на висоті біля с. Мала Рогань під Харковом. Цю висоту підрозділи полку зайняли після того, як на цьому місці були розбиті підрозділи 138-ї мотострілецької бригади ЗС РФ, яка зазнала значних втрат і була змушена відступити.

## Командування
- (2019) підполковник Олександр Попов[1]

## Втрати
З відкритих джерел та публікацій журналістів відомо про деякі втрати 59 ТП під час вторгнення в Україну:
| п/п | Прізвище, ім'я, по-батькові                                       | Звання                    | Дата народження | Дата смерті   |
| --- | ----------------------------------------------------------------- | ------------------------- | --------------- | ------------- |
| 1.  | Туменко Дмитро Сергійович (рос. Туменко Дмитрий Сергеевич)        | лейтенант                 | 18.03.1998      | 08.03.2022    |
| 2.  | Беспалов Олександр Вікторович (рос. Муравьев Сергей Владимирович) | полковник, командир полку | 26.09.1979      | до 30.03.2022 |
| 3.  | Ховалиг Алдин-Херел Аянович (рос. Ховалыг Алдын-Херел Аянович)    |                           | 02.12.2001      | 29.04.2022    |